# 터빈 전기동차

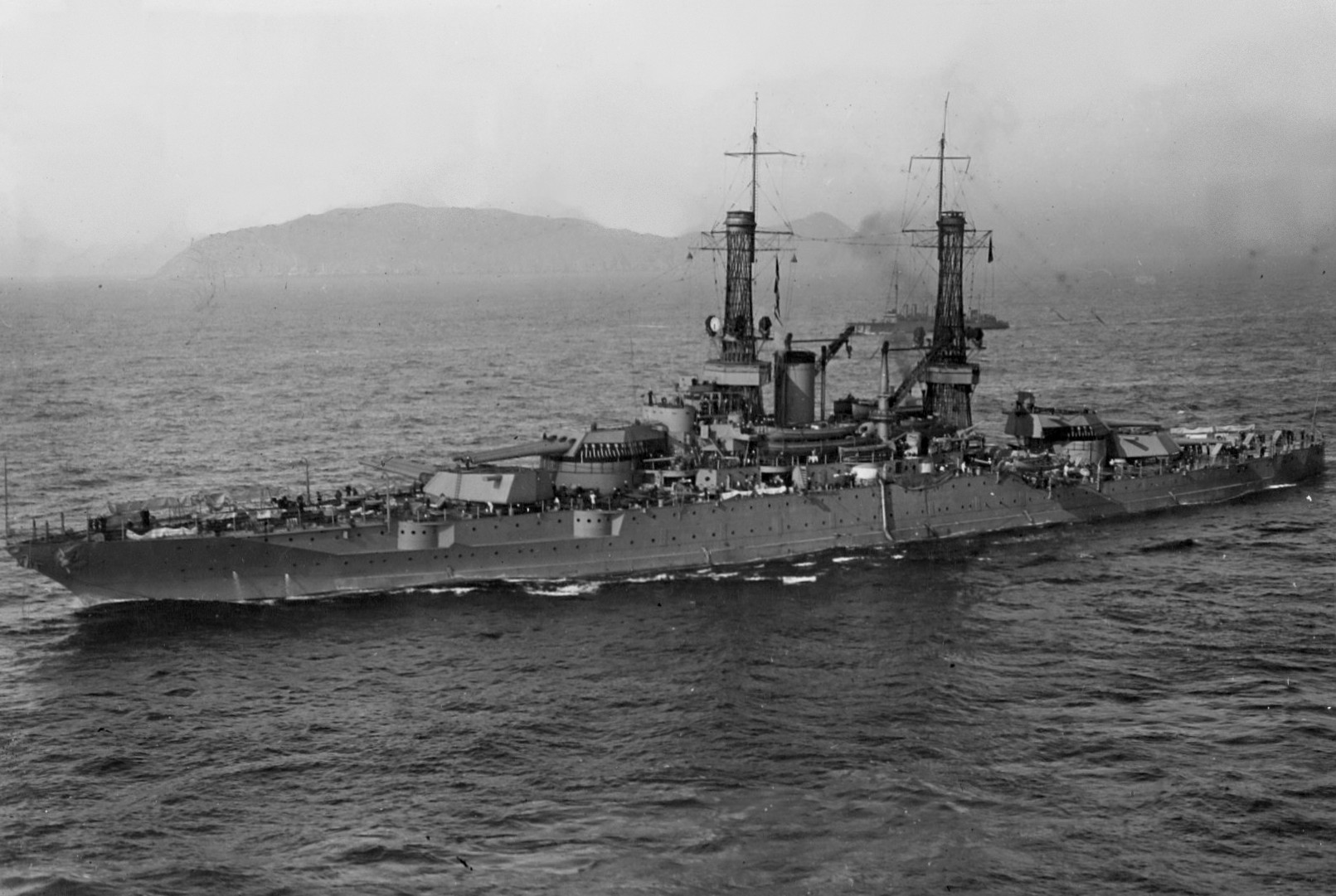

터빈 전기 전송시스템은 발전기에 연결된 터빈축 가스 터빈, 전력 전기 견인 모터를 만드는 전기를 포함한다. 어떤 클러치도 필요없다. 터빈 전기동차는 모두 철도 기관차(드물게)와 군함을 구동하는데 사용된다. 1930년대와 1940년대에 실험 기관차의 소수 원동기로 가스 터빈을 사용했다.

## 하이브리드 터빈 - 전기 시스템
특허 US 8,432,048 B1, 하이브리드 엔진은 전력 군함, 비행기, 발전소에 사용될수 있는 터빈 전기 전송 시스템이다. 가스 터빈 엔진은 압축기, 연소기, 기계적 에너지를 추출하는데 필요한 터빈을 포함한다.